# L'Homme qui vendit son âme au diable
L'Homme qui vendit son âme au diable er en fransk stumfilm fra 1921 af Pierre Caron.

## Medvirkende
- Charles Dullin
- Jean-David Évremond
- Yvonne Fursey
- Gladys Rolland